# Brachystegia luishiensis
Brachystegia luishiensis är en ärtväxtart som beskrevs av De Wild. Brachystegia luishiensis ingår i släktet Brachystegia och familjen ärtväxter. Inga underarter finns listade i Catalogue of Life.